# Charles Armand Picquenard
Dr. Charles Armand Picquenard (1872 — 1940) foi um escritor, poeta e botânico francês.